# Andrzej Rozmarynowicz

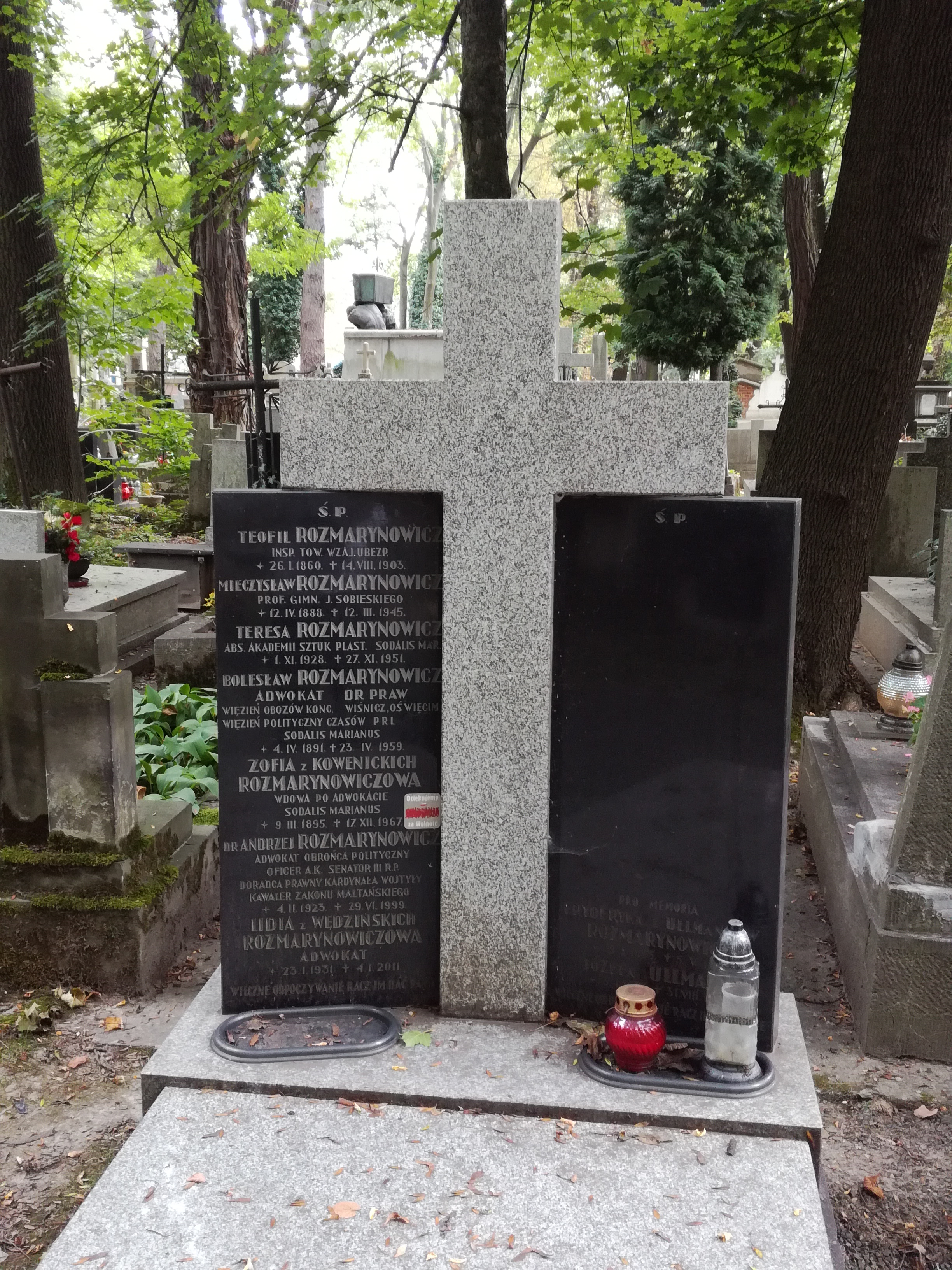
Grób Andrzeja Rozmarynowicza na cmentarzu Rakowickim

Andrzej Maria Rozmarynowicz (ur. 4 lutego 1923 w Krakowie, zm. 29 czerwca 1999 tamże) – polski prawnik, adwokat, senator I kadencji.

## Życiorys
Urodził się jako syn Bolesława (1891–1959) i Zofii z domu Kowenickiej (1895–1967). Miał siostrę Teresę (1928–1951). W czasie II wojny światowej był żołnierzem Armii Krajowej (ps. „Andrzej”, służył w samodzielnym batalionie „Skała” i Kedywie. W AK uzyskał stopień podporucznika. Otrzymał w tym czasie Krzyż Walecznych (dwukrotnie), Krzyż Zasługi z Mieczami, Krzyż Partyzancki, Krzyż Armii Krajowej.
W 1945 ukończył Szkołę Handlową w Krakowie, podjął studia na Wydziale Prawa Uniwersytetu Jagiellońskiego. Odbył aplikację sadową, w 1947 zdał egzamin sędziowski. W 1949 podjął studia socjologiczne w Szkole Nauk Politycznych UJ. W 1952 został zatrzymany i następnie tymczasowo aresztowany za działalność w ramach konspiracyjnej i antykomunistycznej organizacji, więziony przez okres blisko roku. W 1954 otrzymał uprawnienia adwokata, w późniejszym czasie uzyskał stopień doktora nauk prawnych. Przez wiele lat działał w Naczelnej Radzie Adwokackiej.
W latach 60. i 70. pełnił funkcję doradcy prawnego Karola Wojtyły. Prowadził wówczas sprawy licznych zakonów i parafii. Od drugiej połowy lat 70. brał udział w procesach politycznych, był m.in. pełnomocnikiem rodziny Stanisława Pyjasa. W latach 80. działał w „Solidarności”, był uczestnikiem prac Centrum Obywatelskich Inicjatyw Ustawodawczych Solidarności.
Brał udział w obradach Okrągłego Stołu w grupie roboczej do spraw stowarzyszeń. Sprawował mandat senatora I kadencji z województwa częstochowskiego z ramienia Komitetu Obywatelskiego. Był także inicjatorem powstania Duszpasterstwa Prawników oraz współzałożycielem Klubu Inteligencji Katolickiej w Krakowie. Współpracował z Fundacją im. Brata Alberta.
Był mężem Lidii z domu Wędzińskiej, praktykującej w zawodzie adwokata, z którą miał trzech synów: Macieja, Marcina i Michała. Pochowany na cmentarzu Rakowickim (kwatera VII/rząd zachodni/grób Rozmarynowiczów).

## Odznaczenia i upamiętnienie
Przez papieża Pawła VI został odznaczony Komandorią Orderu Świętego Sylwestra. W 2009, za wybitne zasługi w kształtowaniu państwa prawa, a w szczególności za działalność na rzecz zachowania praworządności w czasach PRL, pośmiertnie odznaczony przez prezydenta Lecha Kaczyńskiego Krzyżem Komandorskim Orderu Odrodzenia Polski.
Tablica upamiętniająca Andrzeja Rozmarynowicza w 1999 została odsłonięta w schronisku dla osób niepełnosprawnych w Radwanowicach, prowadzonym przez Fundację im. Brata Alberta.